# Düden Gölü
Der Düden (türkisch Düden Gölü) ist ein Binnensee östlich von Kulu in der türkischen Provinz Konya. Es ist einer der größten Nistplätze von Vögeln in der Türkei, z. B. von Flamingos, Stockenten, Gänsen und weiteren 172 Vogelarten, die hier den Sommer verbringen. 54 Arten davon nisten hier. Der See liegt auf 950 m Seehöhe und die Fläche beträgt 800 Hektar. Da es sich um einen Grundwassersee handelt, variieren Wassermenge und Fläche ständig.
Östlich liegt der 1500 km² große Salzsee Tuz Gölü.